# Leioscapheus mexicanus
Leioscapheus mexicanus är en insektsart som beskrevs av Marius Descamps 1976. Leioscapheus mexicanus ingår i släktet Leioscapheus och familjen gräshoppor. Inga underarter finns listade i Catalogue of Life.